# فیکاردو
فیکاردو (یونانی: Φυκάρδου) سکونتگاهی قدیمی در قبرس است که ویژگی‌های سنتی قرون وسطایی خود را حفظ کرده‌است. این سکونتگاه در تپه‌های جنوب‌شرقی کوهستان ترودوز، خدود ۴۰ کیلومتر جنوب‌غرب نیکوزیا قرار دارد. این روستا هم‌اکنون تقریباً رها شده‌است.

## نگارخانه

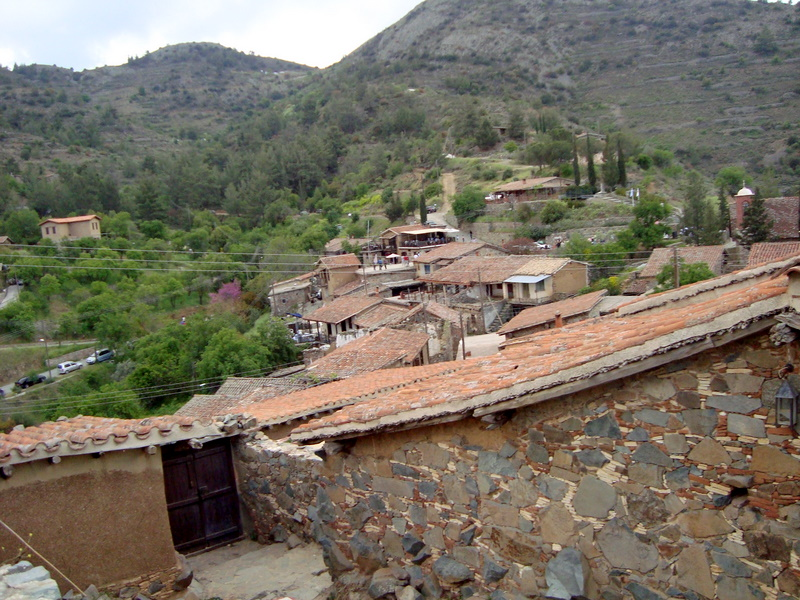
نمای کوهی از فیکاردو
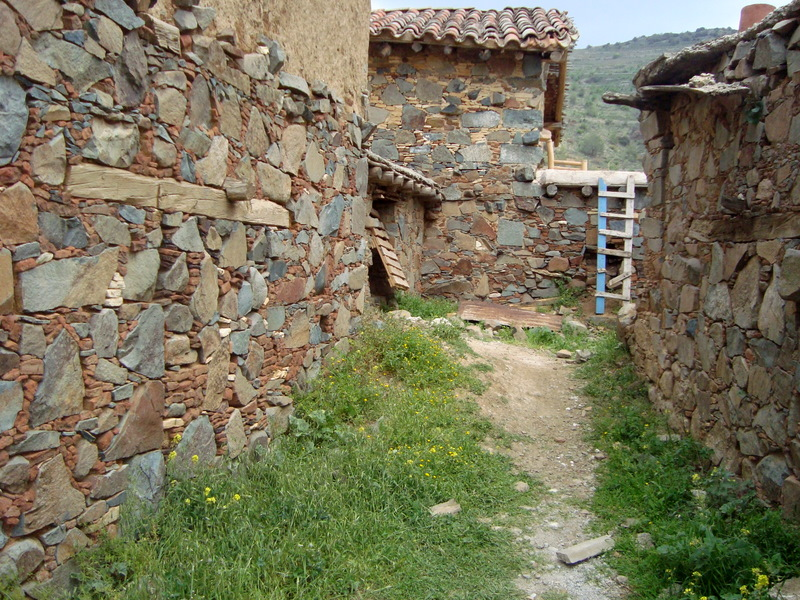
فیکاردو